# نوجابيس
جون سيبا (باليابانية: 瀬葉淳)(مواليد 7 فبراير 1974 نيشي-أزابو، بميناتو وتوفي في 26 فبراير 2010)، كان منتج ومسجل أغاني ودي جيه ياباني اسمه نوجابيس هو عكس لأحرف اسمه الحقيقي جون سيبا، مزج نوجابيس عينات الهيب هوب والجاز في تسجيلاته، فتح وعمره 21 سنة أول استوديو خاص به «غينيس ريكوردس» سنة 1995 وتوفي جون سيبا نتيجة حادث سير في 26 فبراير 2010م.

## روابط خارجية
- نوجابيس على موقع IMDb (الإنجليزية)
- نوجابيس على موقع ميوزك برينز (الإنجليزية)
- نوجابيس على موقع أول ميوزيك (الإنجليزية)
- نوجابيس على موقع ديسكوغز (الإنجليزية)
- نوجابيس على موقع قاعدة بيانات الفيلم (الإنجليزية)